# 砂川裕紀
砂川 裕紀（すなかわ ひろき、1958年5月5日 - ）は、日本の地方公務員。埼玉県下水道事業管理者を経て、埼玉県副知事。

## 人物・経歴
琉球政府平良市（現沖縄県宮古島市平良）西里出身。沖縄返還前の1970年に現在の埼玉県ふじみ野市に移住し、中央大学法学部卒業。1982年埼玉県庁入庁。埼玉県税務局長、埼玉県病院局長、埼玉県企画財政部参事等を経て、2017年埼玉県企画財政部長。2019年に定年退職し、埼玉県下水道事業管理者に就任。2020年埼玉県副知事。